# Patek Philippe Henry Graves Supercomplication
La Supercomplicación Patek Philippe de Henry Graves (núm. 198.385) es uno de los relojes de bolsillo mecánicos más complicados jamás creados. El reloj de oro de 18 quilates incluye 24 complicaciones y fue ensamblado por Patek Philippe & Co.
Lleva el nombre del banquero Henry Graves Jr, quien supuestamente lo encargó debido a su deseo de superar el reloj de bolsillo Grande Complication propiedad del fabricante de automóviles estadounidense James Ward Packard. Tanto Graves como Packard estaban en la cima del mundo de la colección de relojes, encargando regularmente nuevos relojes innovadores.

## Historia
Patek Philippe produjo su primer reloj de bolsillo de gran complicación en 1898 (núm. 97.912), aunque anteriormente se creía que la primera gran complicación de la firma se había producido en 1910. La segunda se entregó a Packard en 1916. La rivalidad entre Packard y Graves, quienes encargaron relojes a Patek Philippe, incluía dos singulares relojes de gran complicación para Packard, uno entregado en 1916 con dieciséis complicaciones (foudroyante, núm. 174.129), y otro en 1927 con diez complicaciones (el "Packard Sky Chart", núm. 198.023) y dos para Graves, la "Grande Complication" (1926, núm. 198.052): 17  y la "Supercomplication" (1932, núm. 198.385). Sin embargo, la historia de la rivalidad carece de fuentes fiables y no está claro si Packard y Graves se conocieron; la rivalidad pudo haber sido creada a principios de la década de 1990 como un reclamo publicitario por Alan Banbery, un ex director de Patek Philippe, para la presentación del Calibre 89. Otros relojes complicados con los que Graves buscaba sobresalir fueron el Leroy 01 (1904, veinte complicaciones) y el Breguet "Marie Antoinette" (1827).: 10  
Se necesitaron tres años para diseñar y otros cinco para fabricar el reloj, que fue entregado a Henry Graves el 19 de enero de 1933. La Supercomplicación se convirtió en el reloj mecánico más complicado del mundo durante más de 50 años, con un total de 24 funciones diferentes, incluyendo el sonido de las campanas de Westminster, un calendario perpetuo, horas de salida y puesta del sol y un mapa celestial de Nueva York visto desde el apartamento de Graves en el 834 de la Quinta Avenida.: 12   El récord fue superado en 1989 cuando Patek Philippe lanzó el Patek Philippe Calibre 89, pero el Supercomplication sigue siendo el reloj mecánico más complicado construido sin la ayuda de computadoras.
Henry Graves se gastó 60.000 francos suizos (15.000 dólares) cuando lo encargó en 1925. Ajustado por la inflación, el importe actualizado sería de aproximadamente 219 000 dólares. Cuando lo recibió, no quería ser conocido como el dueño del "reloj más complicado del mundo", temiendo la amenaza a su familia basada en la notoriedad del secuestro del hijo de Lindbergh.: 13  Cuando se vendió por última vez en 2014, la Supercomplicación estableció un nuevo récord para un reloj vendido en una subasta, con un precio final de 24 millones de dólares estadounidenses (23.237.000 francos suizos), siendo vendido en Ginebra el 11 de noviembre de 2014. Este registro ha sido superado por la venta del Patek Philippe Grandmaster Chime en la subasta benéfica Only Watch, celebrada en Christie's de Ginebra en 2019.

### Propietarios posteriores
Henry Graves Jr. murió en 1953. Su hija Gwendolen heredó la Supercomplicación y en 1960 pasó a manos de su hijo, Reginald 'Pete' Fullerton. En 1969, Fullerton vendió la pieza al industrial de Illinois Seth G. Atwood, fundador del "Time Museum", por US$200 000 (equivalente a $1 700 000 en 2023).
El reloj se exhibió en el Museo del Tiempo de Rockford (Illinois), uno de los museos de relojería más importantes del mundo, hasta que cerró en marzo de 1999. Desde enero de 2001 hasta febrero de 2004, parte de la colección del Museo del Tiempo se exhibió en Chicago, en el Museo de la Ciencia y de la Industria de la ciudad, siendo la colección posteriormente vendida. Sin embargo, la supercomplicación se subastó en diciembre de 1999.

### Subasta del 2 de diciembre de 1999
El reloj se vendió en Sotheby's por un récord de 11.002.500 dólares a un postor anónimo en Nueva York el 2 de diciembre de 1999. De 2001 a 2005, la Supercomplicación se exhibió en el Museo Patek Philippe de Ginebra.
Posteriormente se reveló que el nuevo propietario era un miembro de la familia real catarí, Sheikh Saud bin Muhammed Al Thani. El príncipe Sheikh Saud murió el 9 de noviembre de 2014 y el reloj fue enviado a subasta nuevamente.

### Subasta del 11 de noviembre de 2014
El 10 de julio de 2014, Sotheby's anunció que en noviembre de 2014, el reloj de bolsillo volvería a ser subastado. El 11 de noviembre de 2014, el reloj se vendió en Ginebra, Suiza. El precio final, ofertado por Aurel Bacs como representante de una entidad anónima, alcanzó los 23.237.000 francos suizos, equivalente a 24 millones de dólares en ese momento. La suma estableció un nuevo precio más alto para un reloj, incluidos relojes de bolsillo y relojes de pulsera.

## Construcción y complicaciones
El reloj contiene 920 piezas individuales, con 430 tornillos, 110 ruedas, 120 piezas extraíbles y 70 joyas, todas ellas hechas a mano a una escala diminuta. Se trata de un reloj de oro, de esfera doble y abierta, con repetición de minutos con la melodía de las campanas de Westminster, sonería grande y pequeña, cronógrafo de fracción de segundos, registros de 60 minutos y 12 horas, calendario perpetuo con precisión hasta el año 2100, fases de la luna, ecuación de tiempo, reserva de marcha dual para mecanismos parados y en marcha, hora media y sidérea, alarma central, indicaciones de horas de la salida y puesta del sol y una carta celeste para el cielo nocturno de la ciudad de Nueva York a 40 grados 41.0 minutos norte de latitud.
Su diámetro es de 74 milímetros (2,9 plg); espesor de la caja con vidrio 36 milímetros (1,4 plg); y un peso de 536 gramos (18,9 oz). Solo la caja pesa 250 gramos (8,8 oz) y fue fabricada por Luc Rochat de L'Abbaye. Entre otros relojeros acreditados que intervinieron en la pieza, se puede citar a:: 25 
| Fabricante                    | Localización        | Función                                                                             |
| ----------------------------- | ------------------- | ----------------------------------------------------------------------------------- |
| Victorin Piguet y Jean Piguet | Le Brassus          | Directores del proyecto                                                             |
| Luc Rochat                    | L'Abbaye and Geneva | Caja                                                                                |
| Juste Aubert                  | Bioux-Dessus        | Cuerda                                                                              |
| Michel Piguet                 | Le Brassus          | Gran Sonería y melodía de Westminster                                               |
| Charles Rochat                | Chez Grosjean       | Árboles del movimiento y del cronógrafo                                             |
| Louis Rochat-Benoit           | Les Bioux           | Segundero del cronógrafo de tiempo parcial                                          |
| Paul-Auguste Golay            | Le Sentier          | Calendario perpetuo; ecuación entre hora solar y sidérea; y salida y puesta del sol |
| Henri-Daniel Piguet           | Le Sentier          | Ajuste de hora                                                                      |
| David Nicole and Paul Piguet  | Le Sentier          | Acabados                                                                            |
| Stern Frères                  | Geneva              | Diales                                                                              |

La supercomplicación presenta las siguientes 24 funciones:

### Cronometraje
- Horas, minutos y segundos de tiempo sidéreo (3 funciones)
- Hora de puesta y salida del sol (2 funciones)
- Ecuación del tiempo

### Calendario
- Calendario perpetuo
- Días del mes
- Días de la semana
- Meses
- Tabla de estrellas
- Edad y fases de la luna

### Cronógrafo (cronómetro)
- Cronógrafo
- Segundos fraccionados
- Avisador de 30 minutos
- Avisador de 12 horas

### Timbres
- "Grande sonnerie" (campanadas de Westminster) con carillón
- "Petite sonnerie" con carillón
- Señal del paso de cada minuto
- Alarma

### Otras funciones
- Indicación de reserva de cuerda de los mecanismos en marcha
- Indicación de reserva de cuerda de los dispositivos accionables
- Devanado diferencial de doble barril
- Sistema de configuración de tres modos

## Lecturas relacionadas
- Perman, Stacy (2013). A Grand Complication: The Race to Build the World's Most Legendary Watch. Atria Books. ISBN 978-1439190081.
- Wilson, James (2012). The Illustrated Directory of Watches: A Collectors Guide to Over 1000 Timepieces, from Classic Designs to Luxury Fashionware. Chartwell Books. ISBN 978-0785829140.
- Thompson, David (2008). The History of Watches. Abbeville Press. ISBN 978-0789209184.
- The Henry Graves Jr. Patek Philippe Supercomplication (auction catalog). Geneva: Sotheby's. 11 de noviembre de 2014.